# Jean de Plas
Pour les articles homonymes, voir de Plas et Plas.
Jean de Plas, est un évêque français du XVIe siècle qui siège à Périgueux de 1525 à 1531, puis à Bazas de 1531 à 1544.  

## Biographie
Jean de Plas, fils aîné  d'Antoine de Plas et de Marie de Miramont, est docteur in utroque jure et professeur à l'université de Poitiers. Abbé de Saint-Martin de Plaimpied, il est pourvu du diocèse de Périgueux en 1525 par le roi François Ier.
En 1531, il est transféré au siège épiscopal de Bazas. Il résigne sa fonction en 1544 et son frère Annet lui succède.